# Elphos pardicelata
Elphos pardicelata är en fjärilsart som beskrevs av Walker 1862. Elphos pardicelata ingår i släktet Elphos och familjen mätare. Inga underarter finns listade i Catalogue of Life.